# Нижний Иремель
Нижний Иремель — река в России, протекает по Башкортостану. Устье реки находится в 13 км по правому берегу реки Верхний Иремель, озеро Драга (пруд № 840). Длина реки составляет 16 км, площадь водосборного бассейна 117 км². В 6,4 км от устья по правому берегу впадает ручей Шерамбай.

## Данные водного реестра
По данным государственного водного реестра России относится к Иртышскому бассейновому округу, водохозяйственный участок реки — Миасс от истока до Аргазинского гидроузла, речной подбассейн реки — Тобол. Речной бассейн реки — Иртыш.
Код объекта в государственном водном реестре — 14010500812111200003435.